# 宮城長順

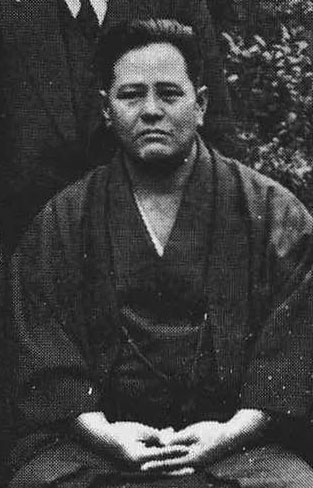
宮城長順

宮城 長順（みやぎ ちょうじゅん、1888年4月25日 - 1953年10月7日）は、沖縄県出身の空手家。空手の四大流派のひとつである剛柔流の開祖。

## 経歴
1888年（明治21年）、現在の沖縄県那覇市東町に豪商の長男として生まれる。
1893年 (明治26年）、5歳で実父の兄に当たる宮城本家の養子となる(明治30年入籍）。宮城家は素封家（地主）であり、当時の地主の常として特定の職業には就かなかったので、その生涯を通じて宗家として空手道普及のために尽力することになる。
11歳で新垣隆功に師事し、その後14歳で那覇手の大家東恩納寛量に師事する。その後、福建省福州に渡り中国拳法を修行調査する(1915年4月-6月, 1917年, 1936年上海）。長順は漢籍にも造詣が深かったという。中国南拳の六機手（上体の動き、開手・貫手）を研究し、剛の鍛錬型三戦に並ぶ柔の鍛錬型転掌を創出する。
1926年(大正15年)宮城長順、摩文仁賢和、本部朝勇(本部朝基の兄)、花城長茂らが中心となって、沖縄唐手倶楽部を結成し、那覇に常設道場を設ける。（ただし、この道場は経営的にはあまり成功しなかった）
1927年(昭和2年)1月、かねてより唐手に強い関心を持っていた柔道の嘉納治五郎が沖縄を視察し、長順・賢和らのグループが演武を披露する。嘉納はいたく感心し、各師範らにぜひ本土に上京して唐手普及を図ってくれるよう要請したという。この頃から長順は柔道に習い、「唐手道」という表記を使用するようになる。
1928年(昭和3年)10月京都帝国大学柔道部主催の武術講習会に講師として招かれたことをきっかけに、長順は内地での空手普及を盛んに運動するようになる。当時、沖縄では唐手（トーデェー）ないし手（ティー）と呼ばれていた空手は低迷期にあり、習いにくる人も少なく、忘れ去れかけた伝統芸能のような扱いになっていた空手を長順は本土で日本武道ないし体育として普及させることによって、沖縄でも復権させようと試みたようである。 
1929年(昭和4年）摩文仁賢和が大阪に移住し、指導を開始する（大日本拳法→糸東流）。同年、沖縄県警察練習所と那覇市立商業高校に空手が正課採用され、長順はその師範に迎えられる。また、宮城長順は毎年のように本土に出掛けていき、京都の大日本武徳会や東京の大日本体育協会相手に盛んに運動するようになる。のちには武徳会および体協の支部を沖縄県に誘致することにも成功する。東京の船越義珍や大阪の摩文仁賢和といった存在を除くと、沖縄在住の師範としてはもっとも中央の事情に明るく、文部省や軍部にも顔のきく人物と目されていた。
1930年（昭和5年）、明治神宮奉納武道大会に演武者として新里仁安（のち戦死）という愛弟子を派遣するが、彼が参観者から「それは何という流儀か」と訊かれ答えに窮したことから、自らの唐手を剛柔流拳法と命名する。同年、沖縄県体育協会に空手部が創設され、空手部長に推される。
1933年（昭和8年）大日本武徳会に入会を認められる（柔術部門の下位）。1934年（昭和9年）、大日本武徳会に唐手術が正式な部門として開設されることになり、のちに1937年（昭和12年）5月に宮城長順（剛柔流）、小西康裕（神道自然流）、1939年（昭和14年）7月に上島三之助（空真流）の三人に教士号が授与された。いわば日本武道としての国家的なお墨付きを得たわけである。その背景は、武徳会でも重きをなした柔道の嘉納治五郎や当時の武道専門学校・柔道教官らが比較的空手に好意的だったためとされる。嘉納は空手に精密な準備体操（剛柔体操）があることを評価し、柔道にも準備体操を導入したという。
1935年（昭和10年）空手道普及のため、7月より翌年4月まで10ヶ月程度ハワイに滞在する。

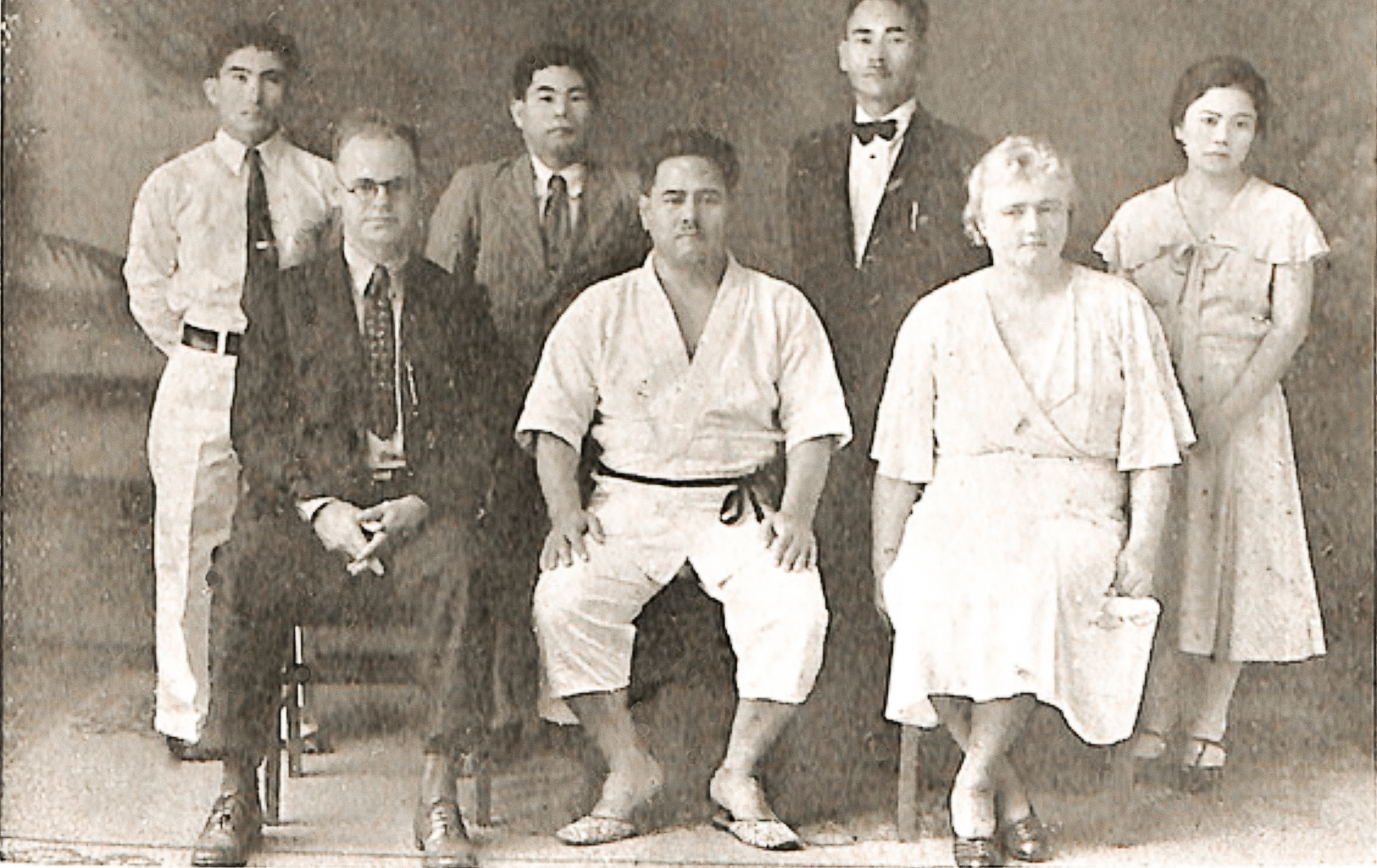
宮城長順、ハワイにて（1934年または35年）

1936年（昭和11年）立命館大学に沖縄の長順門下生・与儀実栄が入学していたことをきっかけに、山口剛玄率いる立命館大学唐手研究会（空手部）を指導し始める。二ヶ月ごとに沖縄から上京したという。この頻繁な京都詣では戦火の激しくなる昭和17年頃まで続いたという。また逆に立命館、同志社の学生たちが昭和16年沖縄を訪問し、数ヶ月程度滞在することもあった（宇治田省三による回想）。
1936年（昭和11年）琉球新報主催の「沖縄空手道大家の座談会」において、長順は本土において日本武道あるいは体育として唐手を普及させ、これをもって廃れている沖縄でも復興させるという持論を語り、大方の師範たちの賛同を得ている。また宮城は空手を科学的に見ることを薦め、怪しい武勇伝などを語ることを戒め、試し割りなども邪道とする。
1937年(昭和12年）5月5日、大日本武徳会主催の武徳祭において演武を披露し、小西康裕とともに空手術教士の称号を授与される。同年から1938年（昭和13年）にかけて、同志社大学および京都帝国大学（現在は谷派糸東流）でも指導を開始する。本土では柔道剣道の強い影響で、唐手においても競技化、試合が強く志向されたが、宮城長順および摩文仁賢和両人は競技化に終始前向きだったという。長順の指導する立命館大学では無防具での自由組手が考案され、賢和の関西大学では防具組手（のちの日本拳法）が研究された。同年、沖縄県師範学校の空手師範に任命される。これに対して、組手に否定的だった船越義珍は同じく防具を研究していた東京帝国大学拳法部と不和になり、師範を辞任している。
1939年(昭和14年）6月、大日本武徳会沖縄支部武徳殿開殿式において大日本武徳会長、林銑十郎（はやし　せんじゅうろう）陸軍大将以下関係者を招いて行われた記念演武会で「轉掌」の型を演武。
1940年（昭和15年）那覇商業専門学校の唐手部師範を務める。那覇尋常小学校をはじめ、沖縄県の初等教育体育に空手が導入されることになり、長順が小中学生用の空手式体操として教育型（撃砕1, 2）を考案。
1945年(昭和20年)、沖縄県警察学校でも師範を務める。
1950年(昭和25年）、山口剛玄の提唱により全国の剛柔流拳士を糾合する形で全日本空手道剛柔会が結成され、宮城長順はその名誉会長となる。（しかし、この全国組織はその後四分五散し、現在の剛柔流空手道は全空連、東京、沖縄、諸派といったそれぞれの団体で普及がはかられている）
1953年（昭和28年）10月8日、那覇市壺屋の自宅で享年65歳で没した。宮城家はかなりの財産家だったらしいが、地主本家の養子であり家長というその立場上、完全に沖縄の地を離れてしまうわけにもいかず、異例とも思える頻度で沖縄と本土、そして海外を往復しながら熱心に行った空手普及活動の結果、その財産の大半は費消されてしまったという。

## 宮城長順の空手観
その生涯において、長順は三編の論文を残しているが、その空手観は『剛柔流拳法』（1932）および『唐手道概説』（1934,1936）において比較的明瞭である。
まず、唐手の定義としては、寸鉄を帯びない徒手空拳の武術、武道としており、武器を用いることもあるが補助的としている。
そして、空手の来歴については、前著では剛柔流は「支那拳法福建派」（南派少林拳、南拳）に由来するとしているが経緯などは述べられていない。後著においても唐手のルーツは支那であると断言するとともに、ただし福建派に由来するとまで系統がはっきりわかっているのは剛柔流だけであり、そういう意味でも正統名門であるとしている。
以下の長順の空手観は、古来の秘密主義の武技に過ぎなかったものを、より精神性の高い武道へと昇華し、本土および世界へと普及させていくために、より公開された、一民族にとらわれない普遍的武道にまで高めていかなければらならないという主張であり、彼自身がその生涯で行った普及活動の内容とも一致するものとなっている。
従来の唐手は、護身術といった側面に重きが置かれていたため精神性に乏しく、「唐手に先手なし」といった標語以上のものがなかった。また少数の弟子を選んで秘密裡に伝える形態だったため、型が失伝することも多かった。現在これは公開主義に改められており、精神面（人格の陶冶、死生観、護国といった面か?）においても柔道・剣道など日本武道にひけをとらない拳禅一如の境地をめざすべきだとする。
また，長順自身がハワイに長期滞在して普及を図ったように、日本人を越えて海外の人にまで普及させるためには、他武道と同様に試合や競技化は積極的に推し進めるべきだとする。
唐手道の将来
隠密の間に伝授されたる唐手術の時代は既に去り、公の間に錬磨すべき唐手道の時代は来れり。是れに因り、之れを観ざれば斬道の前途は愈々遼遠なるもの有り。これを契機として従来琉球と称する壺中の天地に跼蹐[きょくせき]（肩身の狭い思いをすること）し、自ら秘法の如く唱へ喧伝したる唐手の実相を発し、天下に公開し、而してあらゆる武道大家の批判と研究を仰ぎ、尚お将来に於いては多年の懸案たる防具の完成を期し、他の武術と同一程度に試合し得る途を拓き、由って以て一般日本武道の精神に合流せしめん事を吾人は痛切に感ずるもの也。

基本的に、長順の空手観は、同時代の柔道家嘉納治五郎が柔術から柔道という国際武道スポーツを創始しようとした姿勢を共有するものとなっており、当時空手諸派が本土への普及を図る際に、嘉納による斡旋、要請があったこと、当初本土で空手に興味をもつ人に柔道家が多かったことなどを考え合わせると、その影響を強く受けたものになっているのは当然であろう。
さらに、この8年後に出版された『法剛柔呑吐』（1944）においては、空手が武徳会に認められ日本武道の列に伍したことは「御同慶の至り」として祝福しながらも、その表記が唐手から空手に移ったことについてはオリジナルの福建拳法は沖縄において「歪曲」されている可能性もあるので、唐の文字は用いない方がよいかもしれないと誤解を招きそうな物言いをしている。長順は剛柔流を少林拳直系の名門流派として誇り、中国福建や上海に三度も渡っていることからも分かるように、武技としては少林拳そのものを非常に高く評価していたようである。

## その他
- 1973年10月7日 宮城長順先生20年祭記念演武会 沖縄県那覇市民会館大ホール

本土および沖縄の全会派が参加。ビデオ映像
- 1978年5月7日 宮城長順先生25周年祭顕彰大会 明治神宮会館 日本空手道剛柔会主催
- 1927年（昭和2年）に沖縄を訪問したあと、嘉納治五郎は精力善用国民体育という護身体操を編んでいる。これは明らかに剛柔流の基本をベースにしており、だとすると、内地人で初めて剛柔流を学んだのは嘉納だったのかもしれない。[独自研究?]
- 2024年1月 流祖・宮城長順没後70年 沖縄墓参・交流演武会 ビデオ映像

## 主な弟子とその会派団体
- 沖縄剛柔流空手順道館（宮里栄一）
- 国際明武館剛柔流空手道連盟（八木明徳）
- 沖縄剛柔流空手道尚礼館（渡口政吉）
- 尚道館(比嘉世幸)